# Chương trình Gemini
Chương trình Gemini (hay Dự án Gemini; tiếng Anh: Project Gemini) là chương trình chuyến bay vũ trụ có con người thứ hai của NASA. Chương trình Gemini là dự án phối hợp với hai chương trình Mercury và Apollo, với 10 chuyến bay có người lái trong các năm 1965 và 1966.
Mục tiêu của chương trình nhằm phát triển các kỹ thuật du hành không gian để hỗ trợ cho chương trình Apollo, chương trình có mục tiêu đưa người đổ bộ lên Mặt Trăng. Gemini đã thành công với chuyến bay dài ngày đến Mặt Trăng và quay trở lại mặt đất, thực hiện hoàn hảo các hoạt động thiết bị khi phi hành gia bước ra ngoài không gian, và điều khiển điều chỉnh quỹ đạo tàu cũng như lật ngược và kết nối hai tàu không gian. Mọi chuyến bay có người lái của chương trình Gemini đều được phóng từ mũi Canaveral, Florida bằng tên lửa Titan II GLV. Gemini là chương trình đầu tiên sử dụng trung tâm điều khiển nhiệm vụ mới được xây dựng tại trung tâm vũ trụ có trụ sở tại Houston để điều khiển chuyến bay 
Các phi hành gia phi hành gia hỗ trợ Chương trình Gemini bao gồm "Mercury Seven", "The New Nine", và phi hành gia năm 1963. Trong chương trình này, ba phi hành gia đã chết trong các vụ va chạm không khí trong quá trình huấn luyện, bao gồm cả phi hành đoàn chính của Gemini 9. Nhiệm vụ này được thực hiện bởi phi hành đoàn sao lưu, thời gian duy nhất đã xảy ra trong lịch sử của NASA cho đến nay.
Gemini đã đủ mạnh để Lực lượng Không quân Hoa Kỳ lên kế hoạch sử dụng nó cho chương trình MOL (Meneded Manned Orbital Laboratory, Phòng thí nghiệm quỹ đạo có người Meneded), mà sau đó đã bị hủy bỏ. Nhà thiết kế trưởng của Gemini, Jim Chamberlin, cũng đã lên kế hoạch chi tiết cho các phi vụ hạ cánh mặt trăng và mặt trăng vào cuối năm 1961. Ông tin rằng Gemini có thể thực hiện các hoạt động trước khi dự án Apollo và chi phí ít hơn. NASA đã không chấp thuận kế hoạch đó. Năm 1969, McDonnell-Douglas đề xuất một "Big Gemini" có thể đã được sử dụng để đưa lên đến 12 phi hành gia đến các trạm không gian dự kiến trong Apollo Applications Project (AAP). Dự án AAP duy nhất được tài trợ là Skylab - sử dụng tàu vũ trụ hiện tại và phần cứng - do đó loại Big Gemini.